# 12352 Джейпякобсен
12352 Джейпякобсен (12352 Jepejacobsen) — астероїд головного поясу, відкритий 20 липня 1993 року.
Тіссеранів параметр щодо Юпітера — 3,176.